# Florence Gertrude de Fonblanque

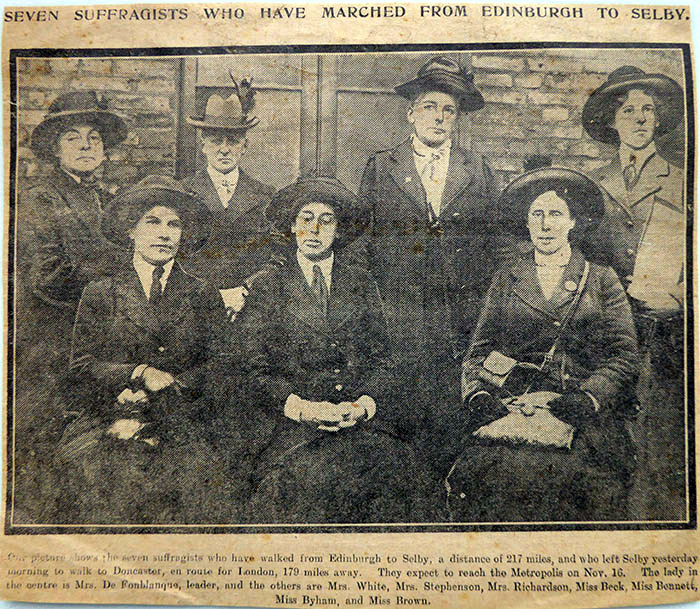
Bericht über die sieben Suffragetten bei einem Zwischenstopp in Selby (Fonblanque in der Mitte sitzend)

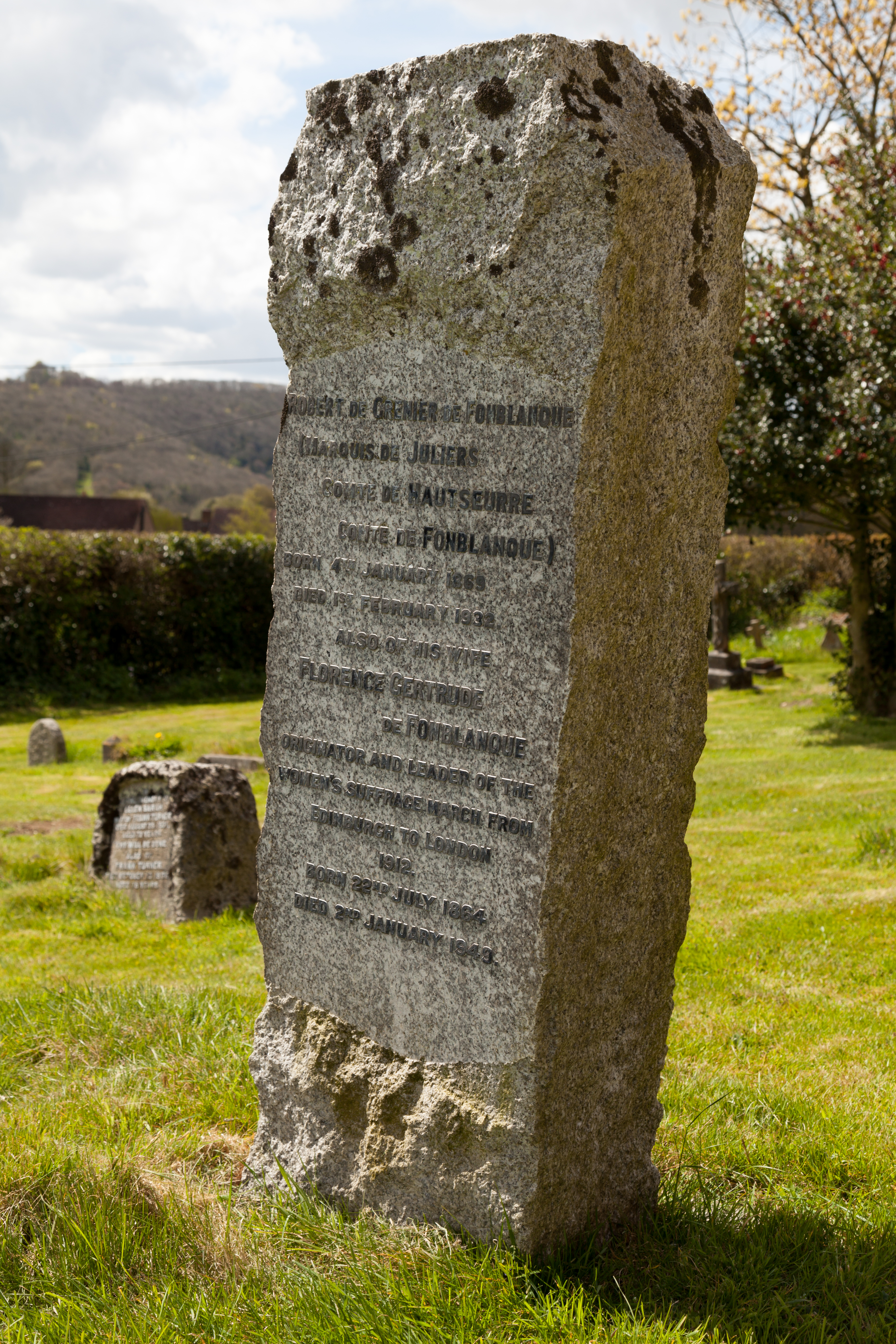
Grabstein von Florence Gertrude de Fonblanque in Duncton

Florence Gertrude de Fonblanque, geboren als Florence Gertrude Sparagnapane (* 22. Juli 1864 in London; † 2. Januar 1949 in Duncton, Chichester District, West Sussex), war eine englisch-britische Schauspielerin und Suffragette. Sie war eine der Hauptorganisatorinnen des „Marsches für das Frauenwahlrecht“ von Edinburgh nach London im Jahr 1912.

## Leben
Fonblanque wurde als Tochter von Aurelia Williams und Gaudente Sparagnapane, einem italienischen Immigranten, in London geboren. Die Familie führte ein Geschäft für Weihnachtsgebäck und Süßwaren.
Sie wurde in Brüssel und in Brighton unterrichtet und wurde, wie ihre ältere Schwester Maud Arncliffe Sennett, Schauspielerin. 1891 heiratete sie einen Schauspielkollegen, Robert Edgar de Grenier de Fonblanque (ca. 1869–1932), wobei sie ihn über ihr Alter – sie behauptete, 21 Jahre alt zu sein, obwohl sie tatsächlich 26 war – und er sie über seine Titel belog. Ihr Ehemann trug die Titel "Marquis von Juliers", "Graf von Hauteserre" und "Graf von Fonblanque". Trotz der Abstammung seiner Familie von einer adligen französischen Hugenotten-Familie waren diese Adelstitel jedoch falsch und wurden erstmals irrtümlich von dem Historiker Edward Barrington de Fonblanque in einem Buch von 1874 erwähnt.
Wie ihre Schwester interessierte sich Fonblanque für das Frauenwahlrecht. 1906 lebte sie in Duncton bei Chichester und trat in den folgenden Jahren mehreren Organisationen bei, die sich für das Frauenwahlrecht einsetzten. 1912 war sie Mitglied der Conservative and Unionist Women's Franchise Association.
Fonblanque beschloss, einen Marsch von Edinburgh nach London zu organisieren, um auf die Frauenwahlrechtsbewegung aufmerksam zu machen. Sie wurde überzeugt, dass es für das Ziel Öffentlichkeit zu schaffen besser wäre von Edinburgh aus nach London zu gehen. Nur sechs Frauen, darunter Agnes Brown und Sarah Benett, die Schatzmeisterin der Women's Freedom League, machten sich am 21. Oktober 1912 auf den Weg. Fonblanques Schwester und Ruth Cavendish Bentinck halfen bei der Organisation. Auf dem Weg nach London sammelten sie Unterschriften für eine Petition und Berichterstattung in den Zeitungen. Fonblanque sorgte dafür, dass die Gruppe braune Kleidung mit Rosetten und leuchtend grünen Kokarden trugen und als die „Braunen Frauen“ bekannt wurden. Sie folgten der Route der A1 road und wurden unterwegs von örtlichen Würdenträgern begleitet. An einem Tag in der Nähe von Berwick legten sie fast 50 Kilometer zurück, bevor die nun sieben Marschierenden vom örtlichen Parlamentsmitglied begrüßt wurden. Ihre Zahl wuchs langsam – als sie im November durch Grantham zogen, waren es zwölf Wanderinnen.
Schließlich erreichten sie am 16. November 1912 London, von wo Fonblanques Pferd und Wagen nach Schottland zurückgeschickt wurden. Sie fuhren mit der U-Bahn zum Trafalgar Square, wo die Wanderinnen mit Musik empfangen wurden. Ihre Schwester Maud Arncliffe Sennett unterstützte den Marsch, indem sie eine Empfangsveranstaltung für die Wanderinnen organisierte. Sennett wurde bei der Begrüßung von der National Political League unterstützt, die von Mary Broadhurst und Margaret Milne Farquharson gegründet worden war. Ein Jahr später wurde Fonblanque in der Zeitung The Vote der Women’s Freedom League als „Organisatorin des Frauenmarsches von Edinburgh nach London“ bezeichnet und als Gastrednerin zum Thema „Natur und Seele des Frauenwahlrechts“ vorgestellt.
Weitere Märsche fanden im Vereinigten Königreich statt. Und im Monat nach dem Marsch von Edinburgh nach London organisierte Rosalie Gardiner Jones den ersten amerikanischen Suffrage-Hike, die von der Bronx nach Albany, NY, führte.
Es gab Berichte, dass Fonblanque und Ruth Cavendish Bentinck 1913 eine neue Organisation nicht organisierter Suffragetten gegründet hätten. Das Qui Vive Corps sollte die braun-grün-weiße Uniform des Marsches tragen. Es war vorgesehen, dass diese an allen von Frauenwahlrecht inspirierten Veranstaltungen teilnehmen sollten.
Fonblanque starb 1949 in ihrem Haus in Duncton. Sie wurde auf dem Friedhof der anglikanischen Kirche Holy Trinity beigesetzt, und auf ihrem Grabstein wurde auf ihren Wunsch hin „Begründerin und Anführerin des Frauenwahlrechtsmarsches von Edinburgh nach London 1912“ eingraviert.